# 金平聖之助
金平 聖之助（かねひら しょうのすけ、1928年12月30日 - 2019年11月7日）は、日本の編集者、出版学者。小学館国際室長、大妻女子大学短期大学部教授などを歴任した。
京都府生まれ。早稲田大学第一高等学院を経て早稲田大学教育学部英語教育科卒業。小学館に入り、『めばえ』『よいこ』『幼稚園』編集長、国際室長、1988年大妻女子大学短期大学部教授。日本出版学会常任理事。アメリカ出版研究会主宰。
死後、蔵書は金平文庫として白百合女子大学に収められた。

## 著書
- 『世界の出版流通』サイマル出版会 1970
- 『世界のペーパーバック』出版同人 1973
- 『アメリカの出版・書店』ぱる出版 1992
- 『アメリカの雑誌 1888-1993』日本経済新聞社 1993

### 共著
- 『書店』清水英夫、小林一博共著 教育社新書 産業界シリーズ 1977
- 『最新アメリカ雑誌情報』桑名淳二共著 アメリカ出版研究会 アメリカ出版研究シリーズ 1997

## 論文
- Cinii